# هوروات‌لوو
هوروات‌لُوو (به مجاری:  Horvátlövő) یک شهرداری در مجارستان است که در واش واقع شده‌است. هوروات‌لوو ۶٫۱۶ کیلومتر مربع مساحت دارد.